# Étoile de Bessèges 2023
Étoile de Bessèges 2023 – 53. edycja wyścigu kolarskiego Étoile de Bessèges, która odbyła się w dniach od 1 do 5 lutego 2023 na liczącej ponad 659 kilometrów trasie składającej się z 5 etapów i biegnącej z Bellegarde do Alès. Impreza kategorii 2.1 była częścią cyklu UCI Europe Tour 2023.

## Etapy
| Etap | Data  | Start – Meta                           | type                       | Dystans (km) | Suma wzniesień (m) | Zwycięzca etapu      | Lider             |
| ---- | ----- | -------------------------------------- | -------------------------- | ------------ | ------------------ | -------------------- | ----------------- |
| 1    | 1 lut | Bellegarde – Bellegarde                | płaski                     | 162,18       | 800 m              | Arnaud De Lie        | Arnaud De Lie     |
| 2    | 2 lut | Bagard – Aubais                        | pagórkowaty                | 169,63       | 1732 m             | etap zneutralizowany | Arnaud De Lie     |
| 3    | 3 lut | Bessèges – Bessèges                    | pagórkowaty                | 169,71       | 3053 m             | Arnaud De Lie        | Arnaud De Lie     |
| 4    | 4 lut | Saint-Christol-lès-Alès – Mont Bouquet | pagórkowaty                | 147,5        | 2180 m             | Mattias Skjelmose    | Mattias Skjelmose |
| 5    | 5 lut | Alès – Alès                            | jazda indywidualna na czas | 10,66        | 222 m              | Mads Pedersen        | Neilson Powless   |

## Uczestnicy

### Drużyny
| WorldTeams (8)- AG2R Citroën Team - Cofidis - Groupama-FDJ - Arkéa-Samsic - Ineos Grenadiers - Trek-Segafredo - Alpecin-Deceuninck - EF Education-EasyPost ProTeams (8)- TotalEnergies - Bingoal WB - Lotto Dstny - Israel-Premier Tech - Team Flanders-Baloise - Uno-X Pro Cycling Team - Equipo Kern Pharma - Tudor Pro Cycling Team Continental teams (4)- Go Sport-Roubaix Lille Métropole - Nice Métropole Côte d'Azur - Saint Michel-Mavic-Auber 93 - CIC U Nantes Atlantique |
| |

### Lista startowa
| Cofidis COF | Cofidis COF               | Cofidis COF |
| ----------- | ------------------------- | ----------- |
| Nr          | Kolarz                    | Miejsce     |
| 1           | Benjamin Thomas (FRA)     | 11.         |
| 2           | Thomas Champion (FRA)     | 105.        |
| 3           | Alexandre Delettre (FRA)  | 27.         |
| 4           | Anthony Perez (FRA)       | 9.          |
| 5           | Pierre-Luc Périchon (FRA) | 74.         |
| 6           | Hugo Toumire (FRA)        | 64.         |
| 7           | Jelle Wallays (BEL)       | 91.         |

| Ineos Grenadiers IGD | Ineos Grenadiers IGD     | Ineos Grenadiers IGD |
| -------------------- | ------------------------ | -------------------- |
| Nr                   | Kolarz                   | Miejsce              |
| 11                   | Michał Kwiatkowski (POL) | 54.                  |
| 12                   | Michael Leonard (CAN)    | 86.                  |
| 13                   | Luke Rowe (GBR)          | 60.                  |
| 14                   | Pawieł Siwakow (FRA)     | 5.                   |
| 15                   | Joshua Tarling (GBR)     | 56.                  |
| 16                   | Ben Tulett (GBR)         | 49.                  |
| 17                   | Ben Turner (GBR)         | 38.                  |

| AG2R Citroën Team ACT | AG2R Citroën Team ACT        | AG2R Citroën Team ACT |
| --------------------- | ---------------------------- | --------------------- |
| Nr                    | Kolarz                       | Miejsce               |
| 21                    | Benoît Cosnefroy (FRA)       | 39.                   |
| 22                    | Franck Bonnamour (FRA)       | 16.                   |
| 23                    | Greg Van Avermaet (BEL)      | 20.                   |
| 24                    | Oliver Naesen (BEL)          | 29.                   |
| 25                    | Valentin Paret-Peintre (FRA) | 96.                   |
| 26                    | Valentin Retailleau (FRA)    | 66.                   |
| 27                    | Larry Warbasse (USA)         | 53.                   |

| Trek-Segafredo TFS | Trek-Segafredo TFS      | Trek-Segafredo TFS |
| ------------------ | ----------------------- | ------------------ |
| Nr                 | Kolarz                  | Miejsce            |
| 31                 | Mads Pedersen (DEN)     | 69.                |
| 32                 | Julien Bernard (FRA)    | 13.                |
| 33                 | Markus Hoelgaard (NOR)  | 51.                |
| 34                 | Jacopo Mosca (ITA)      | 81.                |
| 35                 | Mattias Skjelmose (DEN) | 2.                 |
| 36                 | Toms Skujiņš (LAT)      | 68.                |
| 37                 | Otto Vergaerde (BEL)    | DNF-1              |

| Groupama-FDJ GFC | Groupama-FDJ GFC        | Groupama-FDJ GFC |
| ---------------- | ----------------------- | ---------------- |
| Nr               | Kolarz                  | Miejsce          |
| 41               | Thibaut Pinot (FRA)     | 6.               |
| 42               | Bruno Armirail (FRA)    | 52.              |
| 43               | Enzo Paleni (FRA)       | 109.             |
| 44               | Fabian Lienhard (SUI)   | 98.              |
| 45               | Jake Stewart (GBR)      | DNF-4            |
| 46               | Lars van den Berg (NED) | DNS-3            |
| 47               | Samuel Watson (GBR)     | 55.              |

| Alpecin-Deceuninck ADC | Alpecin-Deceuninck ADC      | Alpecin-Deceuninck ADC |
| ---------------------- | --------------------------- | ---------------------- |
| Nr                     | Kolarz                      | Miejsce                |
| 51                     | Dries De Bondt (BEL)        | 75.                    |
| 52                     | Robbe Ghys (BEL)            | 108.                   |
| 53                     | Axel Laurance (FRA)         | 18.                    |
| 54                     | Edward Planckaert (BEL)     | 76.                    |
| 55                     | Lionel Taminiaux (BEL)      | 79.                    |
| 56                     | Fabio Van den Bossche (BEL) | 43.                    |
| 57                     | Ayco Bastiaens (BEL)        | 87.                    |

| EF Education-EasyPost EFE | EF Education-EasyPost EFE    | EF Education-EasyPost EFE |
| ------------------------- | ---------------------------- | ------------------------- |
| Nr                        | Kolarz                       | Miejsce                   |
| 61                        | Magnus Cort Nielsen (DEN)    | 58.                       |
| 62                        | Stefan Bissegger (SUI) (ITT) | 72.                       |
| 63                        | Simon Carr (GBR)             | 111.                      |
| 64                        | Ben Healy (IRL)              | DNS-3                     |
| 65                        | Mark Padun (UKR)             | 100.                      |
| 66                        | Andrea Piccolo (ITA)         | 57.                       |
| 67                        | Neilson Powless (USA)        | 1.                        |

| Arkéa-Samsic ARK | Arkéa-Samsic ARK         | Arkéa-Samsic ARK |
| ---------------- | ------------------------ | ---------------- |
| Nr               | Kolarz                   | Miejsce          |
| 71               | Kévin Vauquelin (FRA)    | 4.               |
| 72               | Alan Riou (FRA)          | 92.              |
| 73               | Thibault Guernalec (FRA) | 37.              |
| 74               | Daniel McLay (GBR)       | 104.             |
| 75               | Luca Mozzato (ITA)       | 50.              |
| 76               | Louis Barré (FRA)        | 31.              |
| 77               | Laurent Pichon (FRA)     | 85.              |

| Israel-Premier Tech IPT | Israel-Premier Tech IPT | Israel-Premier Tech IPT |
| ----------------------- | ----------------------- | ----------------------- |
| Nr                      | Kolarz                  | Miejsce                 |
| 81                      | Guillaume Boivin (CAN)  | DNS-5                   |
| 82                      | Hugo Houle (CAN)        | 8.                      |
| 83                      | Krists Neilands (LAT)   | 12.                     |
| 84                      | Dylan Teuns (BEL)       | 15.                     |
| 85                      | Sep Vanmarcke (BEL)     | 34.                     |
| 86                      | Oded Kogut (ISR)        | 112.                    |
| 87                      | Nadav Raisberg (ISR)    | 61.                     |

| Lotto Dstny LTD | Lotto Dstny LTD          | Lotto Dstny LTD |
| --------------- | ------------------------ | --------------- |
| Nr              | Kolarz                   | Miejsce         |
| 91              | Arnaud De Lie (BEL)      | 7.              |
| 92              | Cédric Beullens (BEL)    | DNS-3           |
| 93              | Jasper De Buyst (BEL)    | 46.             |
| 94              | Johannes Adamietz (GER)  | OTL-5           |
| 95              | Sébastien Grignard (BEL) | DNS-3           |
| 96              | Liam Slock (BEL)         | 77.             |
| 97              | Brent Van Moer (BEL)     | 25.             |

| TotalEnergies TEN | TotalEnergies TEN        | TotalEnergies TEN |
| ----------------- | ------------------------ | ----------------- |
| Nr                | Kolarz                   | Miejsce           |
| 101               | Pierre Latour (FRA)      | 3.                |
| 102               | Mathieu Burgaudeau (FRA) | 17.               |
| 103               | Anthony Turgis (FRA)     | 36.               |
| 104               | Thomas Bonnet (FRA)      | 26.               |
| 105               | Valentin Ferron (FRA)    | 21.               |
| 106               | Julien Simon (FRA)       | 32.               |
| 107               | Dries Van Gestel (BEL)   | 44.               |

| Team Flanders-Baloise TFB | Team Flanders-Baloise TFB | Team Flanders-Baloise TFB |
| ------------------------- | ------------------------- | ------------------------- |
| Nr                        | Kolarz                    | Miejsce                   |
| 111                       | Jenno Berckmoes (BEL)     | 23.                       |
| 112                       | Vito Braet (BEL)          | 106.                      |
| 113                       | Gilles De Wilde (BEL)     | 59.                       |
| 114                       | Milan Fretin (BEL)        | 95.                       |
| 115                       | Elias Maris (BEL)         | 73.                       |
| 116                       | Aaron Van Poucke (BEL)    | 93.                       |
| 117                       | Aaron Verwilst (BEL)      | DNF-1                     |

| Uno-X Pro Cycling Team UXT | Uno-X Pro Cycling Team UXT       | Uno-X Pro Cycling Team UXT |
| -------------------------- | -------------------------------- | -------------------------- |
| Nr                         | Kolarz                           | Miejsce                    |
| 121                        | Kristoffer Halvorsen (NOR)       | 67.                        |
| 122                        | Anders Halland Johannessen (NOR) | DNF-4                      |
| 123                        | Erik Nordsæter Resell (NOR)      | 48.                        |
| 124                        | William Blume Levy (DEN)         | 107.                       |
| 125                        | Martin Urianstad (NOR)           | 35.                        |
| 126                        | Rasmus Tiller (NOR) (szosa)      | 45.                        |
| 127                        | Fredrik Dversnes (NOR)           | 22.                        |

| Equipo Kern Pharma EKP | Equipo Kern Pharma EKP   | Equipo Kern Pharma EKP |
| ---------------------- | ------------------------ | ---------------------- |
| Nr                     | Kolarz                   | Miejsce                |
| 131                    | Francisco Galván (ESP)   | DNF-4                  |
| 132                    | Martí Márquez (ESP)      | DNS-3                  |
| 133                    | Danny van der Tuuk (NED) | 70.                    |
| 134                    | Raúl García Pierna (ESP) | 19.                    |
| 135                    | Álex Jaime (ESP)         | 89.                    |
| 136                    | Eugenio Sánchez (ESP)    | DNF-4                  |
| 137                    | Pau Miquel (ESP)         | 14.                    |

| Bingoal WB BWB | Bingoal WB BWB          | Bingoal WB BWB |
| -------------- | ----------------------- | -------------- |
| Nr             | Kolarz                  | Miejsce        |
| 141            | Floris De Tier (BEL)    | OTL-5          |
| 142            | Johan Meens (BEL)       | 78.            |
| 143            | Julian Mertens (BEL)    | DNF-4          |
| 144            | Rémy Mertz (BEL)        | 42.            |
| 145            | Ludovic Robeet (BEL)    | 101.           |
| 146            | Luca Van Boven (BEL)    | 41.            |
| 147            | Nathan Vandepitte (FRA) | DNS-3          |

| Tudor Pro Cycling Team TUD | Tudor Pro Cycling Team TUD   | Tudor Pro Cycling Team TUD |
| -------------------------- | ---------------------------- | -------------------------- |
| Nr                         | Kolarz                       | Miejsce                    |
| 151                        | Tom Bohli (SUI)              | 71.                        |
| 152                        | Jacob Eriksson (SWE)         | DNS-3                      |
| 153                        | Lucas Eriksson (SWE) (szosa) | 24.                        |
| 154                        | Alexander Kamp (DEN)         | 97.                        |
| 155                        | Simon Pellaud (SUI)          | 30.                        |
| 156                        | Petr Kelemen (CZE)           | 33.                        |
| 157                        | Joël Suter (SUI)             | 10.                        |

| Saint Michel-Mavic-Auber 93 AUB | Saint Michel-Mavic-Auber 93 AUB | Saint Michel-Mavic-Auber 93 AUB |
| ------------------------------- | ------------------------------- | ------------------------------- |
| Nr                              | Kolarz                          | Miejsce                         |
| 161                             | Rudy Barbier (FRA)              | OTL-5                           |
| 162                             | Romain Cardis (FRA)             | 65.                             |
| 163                             | Nicolas Debeaumarché (FRA)      | 63.                             |
| 164                             | Théo Delacroix (FRA)            | 28.                             |
| 165                             | Flavien Maurelet (FRA)          | 90.                             |
| 166                             | Anthony Maldonado (FRA)         | 84.                             |
| 167                             | Morne van Niekerk (RSA)         | DNS-3                           |

| Go Sport-Roubaix Lille Métropole GRL | Go Sport-Roubaix Lille Métropole GRL | Go Sport-Roubaix Lille Métropole GRL |
| ------------------------------------ | ------------------------------------ | ------------------------------------ |
| Nr                                   | Kolarz                               | Miejsce                              |
| 171                                  | Rait Ärm (EST)                       | OTL-5                                |
| 172                                  | Thomas Boudat (FRA)                  | DNS-3                                |
| 173                                  | Kenny Molly (BEL)                    | DNF-4                                |
| 174                                  | Samuel Leroux (FRA)                  | 82.                                  |
| 175                                  | Jérémy Leveau (FRA)                  | 103.                                 |
| 176                                  | Valentin Tabellion (FRA)             | DNS-3                                |
| 177                                  | Norman Vahtra (EST)                  | 80.                                  |

| CIC U Nantes Atlantique UCN | CIC U Nantes Atlantique UCN   | CIC U Nantes Atlantique UCN |
| --------------------------- | ----------------------------- | --------------------------- |
| Nr                          | Kolarz                        | Miejsce                     |
| 181                         | Pierre Barbier (FRA)          | OTL-5                       |
| 182                         | Jordan Jegat (FRA)            | 40.                         |
| 183                         | Léo Danès (FRA)               | 88.                         |
| 184                         | Maël Guégan (FRA)             | 47.                         |
| 185                         | Nolann Mahoudo (FRA)          | DNF-4                       |
| 186                         | Emmanuel Morin (FRA)          | 99.                         |
| 187                         | Rasmus Søjberg Pedersen (DEN) | 110.                        |

| Nice Métropole Côte d'Azur NMC | Nice Métropole Côte d'Azur NMC | Nice Métropole Côte d'Azur NMC |
| ------------------------------ | ------------------------------ | ------------------------------ |
| Nr                             | Kolarz                         | Miejsce                        |
| 191                            | Jonathan Couanon (FRA)         | OTL-5                          |
| 192                            | Paul Hennequin (FRA)           | DNF-4                          |
| 193                            | Damien Girard (FRA)            | DNF-4                          |
| 194                            | Julian Lino (FRA)              | 94.                            |
| 195                            | Jean-Louis Le Ny (FRA)         | 83.                            |
| 196                            | Andrea Mifsud                  | 62.                            |
| 197                            | Larry Valvasori (LUX)          | 102.                           |

| Cofidis COF | Cofidis COF               | Cofidis COF |
| ----------- | ------------------------- | ----------- |
| Nr          | Kolarz                    | Miejsce     |
| 1           | Benjamin Thomas (FRA)     | 11.         |
| 2           | Thomas Champion (FRA)     | 105.        |
| 3           | Alexandre Delettre (FRA)  | 27.         |
| 4           | Anthony Perez (FRA)       | 9.          |
| 5           | Pierre-Luc Périchon (FRA) | 74.         |
| 6           | Hugo Toumire (FRA)        | 64.         |
| 7           | Jelle Wallays (BEL)       | 91.         |

| Ineos Grenadiers IGD | Ineos Grenadiers IGD     | Ineos Grenadiers IGD |
| -------------------- | ------------------------ | -------------------- |
| Nr                   | Kolarz                   | Miejsce              |
| 11                   | Michał Kwiatkowski (POL) | 54.                  |
| 12                   | Michael Leonard (CAN)    | 86.                  |
| 13                   | Luke Rowe (GBR)          | 60.                  |
| 14                   | Pawieł Siwakow (FRA)     | 5.                   |
| 15                   | Joshua Tarling (GBR)     | 56.                  |
| 16                   | Ben Tulett (GBR)         | 49.                  |
| 17                   | Ben Turner (GBR)         | 38.                  |

| AG2R Citroën Team ACT | AG2R Citroën Team ACT        | AG2R Citroën Team ACT |
| --------------------- | ---------------------------- | --------------------- |
| Nr                    | Kolarz                       | Miejsce               |
| 21                    | Benoît Cosnefroy (FRA)       | 39.                   |
| 22                    | Franck Bonnamour (FRA)       | 16.                   |
| 23                    | Greg Van Avermaet (BEL)      | 20.                   |
| 24                    | Oliver Naesen (BEL)          | 29.                   |
| 25                    | Valentin Paret-Peintre (FRA) | 96.                   |
| 26                    | Valentin Retailleau (FRA)    | 66.                   |
| 27                    | Larry Warbasse (USA)         | 53.                   |

| Trek-Segafredo TFS | Trek-Segafredo TFS      | Trek-Segafredo TFS |
| ------------------ | ----------------------- | ------------------ |
| Nr                 | Kolarz                  | Miejsce            |
| 31                 | Mads Pedersen (DEN)     | 69.                |
| 32                 | Julien Bernard (FRA)    | 13.                |
| 33                 | Markus Hoelgaard (NOR)  | 51.                |
| 34                 | Jacopo Mosca (ITA)      | 81.                |
| 35                 | Mattias Skjelmose (DEN) | 2.                 |
| 36                 | Toms Skujiņš (LAT)      | 68.                |
| 37                 | Otto Vergaerde (BEL)    | DNF-1              |

| Groupama-FDJ GFC | Groupama-FDJ GFC        | Groupama-FDJ GFC |
| ---------------- | ----------------------- | ---------------- |
| Nr               | Kolarz                  | Miejsce          |
| 41               | Thibaut Pinot (FRA)     | 6.               |
| 42               | Bruno Armirail (FRA)    | 52.              |
| 43               | Enzo Paleni (FRA)       | 109.             |
| 44               | Fabian Lienhard (SUI)   | 98.              |
| 45               | Jake Stewart (GBR)      | DNF-4            |
| 46               | Lars van den Berg (NED) | DNS-3            |
| 47               | Samuel Watson (GBR)     | 55.              |

| Alpecin-Deceuninck ADC | Alpecin-Deceuninck ADC      | Alpecin-Deceuninck ADC |
| ---------------------- | --------------------------- | ---------------------- |
| Nr                     | Kolarz                      | Miejsce                |
| 51                     | Dries De Bondt (BEL)        | 75.                    |
| 52                     | Robbe Ghys (BEL)            | 108.                   |
| 53                     | Axel Laurance (FRA)         | 18.                    |
| 54                     | Edward Planckaert (BEL)     | 76.                    |
| 55                     | Lionel Taminiaux (BEL)      | 79.                    |
| 56                     | Fabio Van den Bossche (BEL) | 43.                    |
| 57                     | Ayco Bastiaens (BEL)        | 87.                    |

| EF Education-EasyPost EFE | EF Education-EasyPost EFE    | EF Education-EasyPost EFE |
| ------------------------- | ---------------------------- | ------------------------- |
| Nr                        | Kolarz                       | Miejsce                   |
| 61                        | Magnus Cort Nielsen (DEN)    | 58.                       |
| 62                        | Stefan Bissegger (SUI) (ITT) | 72.                       |
| 63                        | Simon Carr (GBR)             | 111.                      |
| 64                        | Ben Healy (IRL)              | DNS-3                     |
| 65                        | Mark Padun (UKR)             | 100.                      |
| 66                        | Andrea Piccolo (ITA)         | 57.                       |
| 67                        | Neilson Powless (USA)        | 1.                        |

| Arkéa-Samsic ARK | Arkéa-Samsic ARK         | Arkéa-Samsic ARK |
| ---------------- | ------------------------ | ---------------- |
| Nr               | Kolarz                   | Miejsce          |
| 71               | Kévin Vauquelin (FRA)    | 4.               |
| 72               | Alan Riou (FRA)          | 92.              |
| 73               | Thibault Guernalec (FRA) | 37.              |
| 74               | Daniel McLay (GBR)       | 104.             |
| 75               | Luca Mozzato (ITA)       | 50.              |
| 76               | Louis Barré (FRA)        | 31.              |
| 77               | Laurent Pichon (FRA)     | 85.              |

| Israel-Premier Tech IPT | Israel-Premier Tech IPT | Israel-Premier Tech IPT |
| ----------------------- | ----------------------- | ----------------------- |
| Nr                      | Kolarz                  | Miejsce                 |
| 81                      | Guillaume Boivin (CAN)  | DNS-5                   |
| 82                      | Hugo Houle (CAN)        | 8.                      |
| 83                      | Krists Neilands (LAT)   | 12.                     |
| 84                      | Dylan Teuns (BEL)       | 15.                     |
| 85                      | Sep Vanmarcke (BEL)     | 34.                     |
| 86                      | Oded Kogut (ISR)        | 112.                    |
| 87                      | Nadav Raisberg (ISR)    | 61.                     |

| Lotto Dstny LTD | Lotto Dstny LTD          | Lotto Dstny LTD |
| --------------- | ------------------------ | --------------- |
| Nr              | Kolarz                   | Miejsce         |
| 91              | Arnaud De Lie (BEL)      | 7.              |
| 92              | Cédric Beullens (BEL)    | DNS-3           |
| 93              | Jasper De Buyst (BEL)    | 46.             |
| 94              | Johannes Adamietz (GER)  | OTL-5           |
| 95              | Sébastien Grignard (BEL) | DNS-3           |
| 96              | Liam Slock (BEL)         | 77.             |
| 97              | Brent Van Moer (BEL)     | 25.             |

| TotalEnergies TEN | TotalEnergies TEN        | TotalEnergies TEN |
| ----------------- | ------------------------ | ----------------- |
| Nr                | Kolarz                   | Miejsce           |
| 101               | Pierre Latour (FRA)      | 3.                |
| 102               | Mathieu Burgaudeau (FRA) | 17.               |
| 103               | Anthony Turgis (FRA)     | 36.               |
| 104               | Thomas Bonnet (FRA)      | 26.               |
| 105               | Valentin Ferron (FRA)    | 21.               |
| 106               | Julien Simon (FRA)       | 32.               |
| 107               | Dries Van Gestel (BEL)   | 44.               |

| Team Flanders-Baloise TFB | Team Flanders-Baloise TFB | Team Flanders-Baloise TFB |
| ------------------------- | ------------------------- | ------------------------- |
| Nr                        | Kolarz                    | Miejsce                   |
| 111                       | Jenno Berckmoes (BEL)     | 23.                       |
| 112                       | Vito Braet (BEL)          | 106.                      |
| 113                       | Gilles De Wilde (BEL)     | 59.                       |
| 114                       | Milan Fretin (BEL)        | 95.                       |
| 115                       | Elias Maris (BEL)         | 73.                       |
| 116                       | Aaron Van Poucke (BEL)    | 93.                       |
| 117                       | Aaron Verwilst (BEL)      | DNF-1                     |

| Uno-X Pro Cycling Team UXT | Uno-X Pro Cycling Team UXT       | Uno-X Pro Cycling Team UXT |
| -------------------------- | -------------------------------- | -------------------------- |
| Nr                         | Kolarz                           | Miejsce                    |
| 121                        | Kristoffer Halvorsen (NOR)       | 67.                        |
| 122                        | Anders Halland Johannessen (NOR) | DNF-4                      |
| 123                        | Erik Nordsæter Resell (NOR)      | 48.                        |
| 124                        | William Blume Levy (DEN)         | 107.                       |
| 125                        | Martin Urianstad (NOR)           | 35.                        |
| 126                        | Rasmus Tiller (NOR) (szosa)      | 45.                        |
| 127                        | Fredrik Dversnes (NOR)           | 22.                        |

| Equipo Kern Pharma EKP | Equipo Kern Pharma EKP   | Equipo Kern Pharma EKP |
| ---------------------- | ------------------------ | ---------------------- |
| Nr                     | Kolarz                   | Miejsce                |
| 131                    | Francisco Galván (ESP)   | DNF-4                  |
| 132                    | Martí Márquez (ESP)      | DNS-3                  |
| 133                    | Danny van der Tuuk (NED) | 70.                    |
| 134                    | Raúl García Pierna (ESP) | 19.                    |
| 135                    | Álex Jaime (ESP)         | 89.                    |
| 136                    | Eugenio Sánchez (ESP)    | DNF-4                  |
| 137                    | Pau Miquel (ESP)         | 14.                    |

| Bingoal WB BWB | Bingoal WB BWB          | Bingoal WB BWB |
| -------------- | ----------------------- | -------------- |
| Nr             | Kolarz                  | Miejsce        |
| 141            | Floris De Tier (BEL)    | OTL-5          |
| 142            | Johan Meens (BEL)       | 78.            |
| 143            | Julian Mertens (BEL)    | DNF-4          |
| 144            | Rémy Mertz (BEL)        | 42.            |
| 145            | Ludovic Robeet (BEL)    | 101.           |
| 146            | Luca Van Boven (BEL)    | 41.            |
| 147            | Nathan Vandepitte (FRA) | DNS-3          |

| Tudor Pro Cycling Team TUD | Tudor Pro Cycling Team TUD   | Tudor Pro Cycling Team TUD |
| -------------------------- | ---------------------------- | -------------------------- |
| Nr                         | Kolarz                       | Miejsce                    |
| 151                        | Tom Bohli (SUI)              | 71.                        |
| 152                        | Jacob Eriksson (SWE)         | DNS-3                      |
| 153                        | Lucas Eriksson (SWE) (szosa) | 24.                        |
| 154                        | Alexander Kamp (DEN)         | 97.                        |
| 155                        | Simon Pellaud (SUI)          | 30.                        |
| 156                        | Petr Kelemen (CZE)           | 33.                        |
| 157                        | Joël Suter (SUI)             | 10.                        |

| Saint Michel-Mavic-Auber 93 AUB | Saint Michel-Mavic-Auber 93 AUB | Saint Michel-Mavic-Auber 93 AUB |
| ------------------------------- | ------------------------------- | ------------------------------- |
| Nr                              | Kolarz                          | Miejsce                         |
| 161                             | Rudy Barbier (FRA)              | OTL-5                           |
| 162                             | Romain Cardis (FRA)             | 65.                             |
| 163                             | Nicolas Debeaumarché (FRA)      | 63.                             |
| 164                             | Théo Delacroix (FRA)            | 28.                             |
| 165                             | Flavien Maurelet (FRA)          | 90.                             |
| 166                             | Anthony Maldonado (FRA)         | 84.                             |
| 167                             | Morne van Niekerk (RSA)         | DNS-3                           |

| Go Sport-Roubaix Lille Métropole GRL | Go Sport-Roubaix Lille Métropole GRL | Go Sport-Roubaix Lille Métropole GRL |
| ------------------------------------ | ------------------------------------ | ------------------------------------ |
| Nr                                   | Kolarz                               | Miejsce                              |
| 171                                  | Rait Ärm (EST)                       | OTL-5                                |
| 172                                  | Thomas Boudat (FRA)                  | DNS-3                                |
| 173                                  | Kenny Molly (BEL)                    | DNF-4                                |
| 174                                  | Samuel Leroux (FRA)                  | 82.                                  |
| 175                                  | Jérémy Leveau (FRA)                  | 103.                                 |
| 176                                  | Valentin Tabellion (FRA)             | DNS-3                                |
| 177                                  | Norman Vahtra (EST)                  | 80.                                  |

| CIC U Nantes Atlantique UCN | CIC U Nantes Atlantique UCN   | CIC U Nantes Atlantique UCN |
| --------------------------- | ----------------------------- | --------------------------- |
| Nr                          | Kolarz                        | Miejsce                     |
| 181                         | Pierre Barbier (FRA)          | OTL-5                       |
| 182                         | Jordan Jegat (FRA)            | 40.                         |
| 183                         | Léo Danès (FRA)               | 88.                         |
| 184                         | Maël Guégan (FRA)             | 47.                         |
| 185                         | Nolann Mahoudo (FRA)          | DNF-4                       |
| 186                         | Emmanuel Morin (FRA)          | 99.                         |
| 187                         | Rasmus Søjberg Pedersen (DEN) | 110.                        |

| Nice Métropole Côte d'Azur NMC | Nice Métropole Côte d'Azur NMC | Nice Métropole Côte d'Azur NMC |
| ------------------------------ | ------------------------------ | ------------------------------ |
| Nr                             | Kolarz                         | Miejsce                        |
| 191                            | Jonathan Couanon (FRA)         | OTL-5                          |
| 192                            | Paul Hennequin (FRA)           | DNF-4                          |
| 193                            | Damien Girard (FRA)            | DNF-4                          |
| 194                            | Julian Lino (FRA)              | 94.                            |
| 195                            | Jean-Louis Le Ny (FRA)         | 83.                            |
| 196                            | Andrea Mifsud                  | 62.                            |
| 197                            | Larry Valvasori (LUX)          | 102.                           |

## Wyniki etapów

### Etap 1
| Bellegarde - Bellegarde | płaski | (162,18 km) |

| \| Klasyfikacja etapu \| Klasyfikacja etapu \| Klasyfikacja etapu \| Klasyfikacja etapu \| Klasyfikacja etapu \| \| Kolarz \| Kolarz \| Państwo \| Drużyna \| Czas \| \| ------------------ \| -------------------------- \| ------------------ \| ---------------------- \| ------------------ \| \| 1. \| Arnaud De Lie \| Belgia \| Lotto Dstny \| 3h 30' 35" \| \| 2. \| Mads Pedersen \| Dania \| Trek-Segafredo \| + 0" \| \| 3. \| Benoît Cosnefroy \| Francja \| AG2R Citroën Team \| + 0" \| \| 4. \| Dylan Teuns \| Belgia \| Israel-Premier Tech \| + 3" \| \| 5. \| Andrea Piccolo \| Włochy \| EF Education-EasyPost \| + 3" \| \| 6. \| Mattias Skjelmose \| Dania \| Trek-Segafredo \| + 5" \| \| 7. \| Neilson Powless \| Stany Zjednoczone \| EF Education-EasyPost \| + 5" \| \| 8. \| Aaron Van Poucke \| Belgia \| Team Flanders-Baloise \| + 5" \| \| 9. \| Pau Miquel \| Hiszpania \| Equipo Kern Pharma \| + 8" \| \| 10. \| Anders Halland Johannessen \| Norwegia \| Uno-X Pro Cycling Team \| + 8" \| |                            |                   |                        |            |
| |                            |                   |                        |            |
| |                            |                   |                        |            |
| Klasyfikacja etapu |                            |                   |                        |            |
| Kolarz | Kolarz                     | Państwo           | Drużyna                | Czas       |
| 1. | Arnaud De Lie              | Belgia            | Lotto Dstny            | 3h 30' 35" |
| 2. | Mads Pedersen              | Dania             | Trek-Segafredo         | + 0"       |
| 3. | Benoît Cosnefroy           | Francja           | AG2R Citroën Team      | + 0"       |
| 4. | Dylan Teuns                | Belgia            | Israel-Premier Tech    | + 3"       |
| 5. | Andrea Piccolo             | Włochy            | EF Education-EasyPost  | + 3"       |
| 6. | Mattias Skjelmose          | Dania             | Trek-Segafredo         | + 5"       |
| 7. | Neilson Powless            | Stany Zjednoczone | EF Education-EasyPost  | + 5"       |
| 8. | Aaron Van Poucke           | Belgia            | Team Flanders-Baloise  | + 5"       |
| 9. | Pau Miquel                 | Hiszpania         | Equipo Kern Pharma     | + 8"       |
| 10. | Anders Halland Johannessen | Norwegia          | Uno-X Pro Cycling Team | + 8"       |

| \| Klasyfikacja generalna \| Klasyfikacja generalna \| Klasyfikacja generalna \| Klasyfikacja generalna \| Klasyfikacja generalna \| \| Kolarz \| Kolarz \| Państwo \| Drużyna \| Czas \| \| ---------------------- \| -------------------------- \| ---------------------- \| ---------------------- \| ---------------------- \| \| 1. \| Arnaud De Lie \| Belgia \| Lotto Dstny \| 3h 30' 25" \| \| 2. \| Mads Pedersen \| Dania \| Trek-Segafredo \| + 4" \| \| 3. \| Benoît Cosnefroy \| Francja \| AG2R Citroën Team \| + 6" \| \| 4. \| Dylan Teuns \| Belgia \| Israel-Premier Tech \| + 13" \| \| 5. \| Andrea Piccolo \| Włochy \| EF Education-EasyPost \| + 13" \| \| 6. \| Mattias Skjelmose \| Dania \| Trek-Segafredo \| + 15" \| \| 7. \| Neilson Powless \| Stany Zjednoczone \| EF Education-EasyPost \| + 15" \| \| 8. \| Aaron Van Poucke \| Belgia \| Team Flanders-Baloise \| + 15" \| \| 9. \| Pau Miquel \| Hiszpania \| Equipo Kern Pharma \| + 18" \| \| 10. \| Anders Halland Johannessen \| Norwegia \| Uno-X Pro Cycling Team \| + 18" \| |                            |                   |                        |            |
| |                            |                   |                        |            |
| |                            |                   |                        |            |
| Klasyfikacja generalna |                            |                   |                        |            |
| Kolarz | Kolarz                     | Państwo           | Drużyna                | Czas       |
| 1. | Arnaud De Lie              | Belgia            | Lotto Dstny            | 3h 30' 25" |
| 2. | Mads Pedersen              | Dania             | Trek-Segafredo         | + 4"       |
| 3. | Benoît Cosnefroy           | Francja           | AG2R Citroën Team      | + 6"       |
| 4. | Dylan Teuns                | Belgia            | Israel-Premier Tech    | + 13"      |
| 5. | Andrea Piccolo             | Włochy            | EF Education-EasyPost  | + 13"      |
| 6. | Mattias Skjelmose          | Dania             | Trek-Segafredo         | + 15"      |
| 7. | Neilson Powless            | Stany Zjednoczone | EF Education-EasyPost  | + 15"      |
| 8. | Aaron Van Poucke           | Belgia            | Team Flanders-Baloise  | + 15"      |
| 9. | Pau Miquel                 | Hiszpania         | Equipo Kern Pharma     | + 18"      |
| 10. | Anders Halland Johannessen | Norwegia          | Uno-X Pro Cycling Team | + 18"      |

### Etap 2
| Bagard - Aubais | pagórkowaty | (169,63 km) |

| \| Klasyfikacja etapu \| Klasyfikacja etapu \| Klasyfikacja etapu \| Klasyfikacja etapu \| Klasyfikacja etapu \| \| Kolarz \| Kolarz \| Państwo \| Drużyna \| Czas \| \| ------------------ \| ------------------ \| ------------------ \| ------------------ \| ------------------ \| |        |         |         |      |
| |        |         |         |      |
| |        |         |         |      |
| Klasyfikacja etapu |        |         |         |      |
| Kolarz | Kolarz | Państwo | Drużyna | Czas |

| \| Klasyfikacja generalna \| Klasyfikacja generalna \| Klasyfikacja generalna \| Klasyfikacja generalna \| Klasyfikacja generalna \| \| Kolarz \| Kolarz \| Państwo \| Drużyna \| Czas \| \| ---------------------- \| ---------------------- \| ---------------------- \| ---------------------- \| ---------------------- \| |        |         |         |      |
| |        |         |         |      |
| |        |         |         |      |
| Klasyfikacja generalna |        |         |         |      |
| Kolarz | Kolarz | Państwo | Drużyna | Czas |

### Etap 3
| Bessèges - Bessèges | pagórkowaty | (169,71 km) |

| \| Klasyfikacja etapu \| Klasyfikacja etapu \| Klasyfikacja etapu \| Klasyfikacja etapu \| Klasyfikacja etapu \| \| Kolarz \| Kolarz \| Państwo \| Drużyna \| Czas \| \| ------------------ \| ------------------ \| ------------------ \| ---------------------- \| ------------------ \| \| 1. \| Arnaud De Lie \| Belgia \| Lotto Dstny \| 4h 03' 47" \| \| 2. \| Valentin Ferron \| Francja \| TotalEnergies \| + 0" \| \| 3. \| Samuel Watson \| Wielka Brytania \| Groupama-FDJ \| + 0" \| \| 4. \| Louis Barré \| Francja \| Arkéa-Samsic \| + 0" \| \| 5. \| Sep Vanmarcke \| Belgia \| Israel-Premier Tech \| + 0" \| \| 6. \| Joël Suter \| Szwajcaria \| Tudor Pro Cycling Team \| + 0" \| \| 7. \| Rémy Mertz \| Belgia \| Bingoal WB \| + 0" \| \| 8. \| Pierre Latour \| Francja \| TotalEnergies \| + 0" \| \| 9. \| Greg Van Avermaet \| Belgia \| AG2R Citroën Team \| + 0" \| \| 10. \| Franck Bonnamour \| Francja \| AG2R Citroën Team \| + 0" \| |                   |                 |                        |            |
| |                   |                 |                        |            |
| |                   |                 |                        |            |
| Klasyfikacja etapu |                   |                 |                        |            |
| Kolarz | Kolarz            | Państwo         | Drużyna                | Czas       |
| 1. | Arnaud De Lie     | Belgia          | Lotto Dstny            | 4h 03' 47" |
| 2. | Valentin Ferron   | Francja         | TotalEnergies          | + 0"       |
| 3. | Samuel Watson     | Wielka Brytania | Groupama-FDJ           | + 0"       |
| 4. | Louis Barré       | Francja         | Arkéa-Samsic           | + 0"       |
| 5. | Sep Vanmarcke     | Belgia          | Israel-Premier Tech    | + 0"       |
| 6. | Joël Suter        | Szwajcaria      | Tudor Pro Cycling Team | + 0"       |
| 7. | Rémy Mertz        | Belgia          | Bingoal WB             | + 0"       |
| 8. | Pierre Latour     | Francja         | TotalEnergies          | + 0"       |
| 9. | Greg Van Avermaet | Belgia          | AG2R Citroën Team      | + 0"       |
| 10. | Franck Bonnamour  | Francja         | AG2R Citroën Team      | + 0"       |

| \| Klasyfikacja generalna \| Klasyfikacja generalna \| Klasyfikacja generalna \| Klasyfikacja generalna \| Klasyfikacja generalna \| \| Kolarz \| Kolarz \| Państwo \| Drużyna \| Czas \| \| ---------------------- \| ---------------------- \| ---------------------- \| ---------------------- \| ---------------------- \| \| 1. \| Arnaud De Lie \| Belgia \| Lotto Dstny \| 7h 34' 02" \| \| 2. \| Benoît Cosnefroy \| Francja \| AG2R Citroën Team \| + 16" \| \| 3. \| Dylan Teuns \| Belgia \| Israel-Premier Tech \| + 23" \| \| 4. \| Samuel Watson \| Wielka Brytania \| Groupama-FDJ \| + 24" \| \| 5. \| Mattias Skjelmose \| Dania \| Trek-Segafredo \| + 25" \| \| 6. \| Neilson Powless \| Stany Zjednoczone \| EF Education-EasyPost \| + 25" \| \| 7. \| Pierre Latour \| Francja \| TotalEnergies \| + 28" \| \| 8. \| Ben Tulett \| Wielka Brytania \| Ineos Grenadiers \| + 28" \| \| 9. \| Krists Neilands \| Łotwa \| Israel-Premier Tech \| + 28" \| \| 10. \| Pau Miquel \| Hiszpania \| Equipo Kern Pharma \| + 28" \| |                   |                   |                       |            |
| |                   |                   |                       |            |
| |                   |                   |                       |            |
| Klasyfikacja generalna |                   |                   |                       |            |
| Kolarz | Kolarz            | Państwo           | Drużyna               | Czas       |
| 1. | Arnaud De Lie     | Belgia            | Lotto Dstny           | 7h 34' 02" |
| 2. | Benoît Cosnefroy  | Francja           | AG2R Citroën Team     | + 16"      |
| 3. | Dylan Teuns       | Belgia            | Israel-Premier Tech   | + 23"      |
| 4. | Samuel Watson     | Wielka Brytania   | Groupama-FDJ          | + 24"      |
| 5. | Mattias Skjelmose | Dania             | Trek-Segafredo        | + 25"      |
| 6. | Neilson Powless   | Stany Zjednoczone | EF Education-EasyPost | + 25"      |
| 7. | Pierre Latour     | Francja           | TotalEnergies         | + 28"      |
| 8. | Ben Tulett        | Wielka Brytania   | Ineos Grenadiers      | + 28"      |
| 9. | Krists Neilands   | Łotwa             | Israel-Premier Tech   | + 28"      |
| 10. | Pau Miquel        | Hiszpania         | Equipo Kern Pharma    | + 28"      |

### Etap 4
| Saint-Christol-lès-Alès - Mont Bouquet | pagórkowaty | (147,5 km) |

| \| Klasyfikacja etapu \| Klasyfikacja etapu \| Klasyfikacja etapu \| Klasyfikacja etapu \| Klasyfikacja etapu \| \| Kolarz \| Kolarz \| Państwo \| Drużyna \| Czas \| \| ------------------ \| ------------------ \| ------------------ \| --------------------- \| ------------------ \| \| 1. \| Mattias Skjelmose \| Dania \| Trek-Segafredo \| 3h 22' 23" \| \| 2. \| Neilson Powless \| Stany Zjednoczone \| EF Education-EasyPost \| + 0" \| \| 3. \| Pierre Latour \| Francja \| TotalEnergies \| + 13" \| \| 4. \| Pawieł Siwakow \| Francja \| Ineos Grenadiers \| + 19" \| \| 5. \| Kévin Vauquelin \| Francja \| Arkéa-Samsic \| + 1' 06" \| \| 6. \| Thibaut Pinot \| Francja \| Groupama-FDJ \| + 1' 17" \| \| 7. \| Hugo Houle \| Kanada \| Israel-Premier Tech \| + 1' 30" \| \| 8. \| Arnaud De Lie \| Belgia \| Lotto Dstny \| + 1' 34" \| \| 9. \| Julien Bernard \| Francja \| Trek-Segafredo \| + 1' 40" \| \| 10. \| Axel Laurance \| Francja \| Alpecin-Deceuninck \| + 1' 53" \| |                   |                   |                       |            |
| |                   |                   |                       |            |
| |                   |                   |                       |            |
| Klasyfikacja etapu |                   |                   |                       |            |
| Kolarz | Kolarz            | Państwo           | Drużyna               | Czas       |
| 1. | Mattias Skjelmose | Dania             | Trek-Segafredo        | 3h 22' 23" |
| 2. | Neilson Powless   | Stany Zjednoczone | EF Education-EasyPost | + 0"       |
| 3. | Pierre Latour     | Francja           | TotalEnergies         | + 13"      |
| 4. | Pawieł Siwakow    | Francja           | Ineos Grenadiers      | + 19"      |
| 5. | Kévin Vauquelin   | Francja           | Arkéa-Samsic          | + 1' 06"   |
| 6. | Thibaut Pinot     | Francja           | Groupama-FDJ          | + 1' 17"   |
| 7. | Hugo Houle        | Kanada            | Israel-Premier Tech   | + 1' 30"   |
| 8. | Arnaud De Lie     | Belgia            | Lotto Dstny           | + 1' 34"   |
| 9. | Julien Bernard    | Francja           | Trek-Segafredo        | + 1' 40"   |
| 10. | Axel Laurance     | Francja           | Alpecin-Deceuninck    | + 1' 53"   |

| \| Klasyfikacja generalna \| Klasyfikacja generalna \| Klasyfikacja generalna \| Klasyfikacja generalna \| Klasyfikacja generalna \| \| Kolarz \| Kolarz \| Państwo \| Drużyna \| Czas \| \| ---------------------- \| ---------------------- \| ---------------------- \| ---------------------- \| ---------------------- \| \| 1. \| Mattias Skjelmose \| Dania \| Trek-Segafredo \| 10h 56' 40" \| \| 2. \| Neilson Powless \| Stany Zjednoczone \| EF Education-EasyPost \| + 4" \| \| 3. \| Pierre Latour \| Francja \| TotalEnergies \| + 22" \| \| 4. \| Pawieł Siwakow \| Francja \| Ineos Grenadiers \| + 1' 00" \| \| 5. \| Arnaud De Lie \| Belgia \| Lotto Dstny \| + 1' 19" \| \| 6. \| Kévin Vauquelin \| Francja \| Arkéa-Samsic \| + 1' 26" \| \| 7. \| Thibaut Pinot \| Francja \| Groupama-FDJ \| + 1' 37" \| \| 8. \| Hugo Houle \| Kanada \| Israel-Premier Tech \| + 1' 50" \| \| 9. \| Krists Neilands \| Łotwa \| Israel-Premier Tech \| + 2' 13" \| \| 10. \| Anthony Perez \| Francja \| Cofidis \| + 2' 13" \| |                   |                   |                       |             |
| |                   |                   |                       |             |
| |                   |                   |                       |             |
| Klasyfikacja generalna |                   |                   |                       |             |
| Kolarz | Kolarz            | Państwo           | Drużyna               | Czas        |
| 1. | Mattias Skjelmose | Dania             | Trek-Segafredo        | 10h 56' 40" |
| 2. | Neilson Powless   | Stany Zjednoczone | EF Education-EasyPost | + 4"        |
| 3. | Pierre Latour     | Francja           | TotalEnergies         | + 22"       |
| 4. | Pawieł Siwakow    | Francja           | Ineos Grenadiers      | + 1' 00"    |
| 5. | Arnaud De Lie     | Belgia            | Lotto Dstny           | + 1' 19"    |
| 6. | Kévin Vauquelin   | Francja           | Arkéa-Samsic          | + 1' 26"    |
| 7. | Thibaut Pinot     | Francja           | Groupama-FDJ          | + 1' 37"    |
| 8. | Hugo Houle        | Kanada            | Israel-Premier Tech   | + 1' 50"    |
| 9. | Krists Neilands   | Łotwa             | Israel-Premier Tech   | + 2' 13"    |
| 10. | Anthony Perez     | Francja           | Cofidis               | + 2' 13"    |

### Etap 5
| Alès - Alès | jazda indywidualna na czas | (10,66 km) |

| \| Klasyfikacja etapu \| Klasyfikacja etapu \| Klasyfikacja etapu \| Klasyfikacja etapu \| Klasyfikacja etapu \| \| Kolarz \| Kolarz \| Państwo \| Drużyna \| Czas \| \| ------------------ \| ------------------- \| ------------------ \| --------------------- \| ------------------ \| \| 1. \| Mads Pedersen \| Dania \| Trek-Segafredo \| 15' 25" \| \| 2. \| Joshua Tarling \| Wielka Brytania \| Ineos Grenadiers \| + 8" \| \| 3. \| Ben Tulett \| Wielka Brytania \| Ineos Grenadiers \| + 10" \| \| 4. \| Kévin Vauquelin \| Francja \| Arkéa-Samsic \| + 11" \| \| 5. \| Pierre Latour \| Francja \| TotalEnergies \| + 15" \| \| 6. \| Magnus Cort Nielsen \| Dania \| EF Education-EasyPost \| + 20" \| \| 7. \| Ben Turner \| Wielka Brytania \| Ineos Grenadiers \| + 20" \| \| 8. \| Neilson Powless \| Stany Zjednoczone \| EF Education-EasyPost \| + 21" \| \| 9. \| Mattias Skjelmose \| Dania \| Trek-Segafredo \| + 26" \| \| 10. \| Bruno Armirail \| Francja \| Groupama-FDJ \| + 26" \| |                     |                   |                       |         |
| |                     |                   |                       |         |
| |                     |                   |                       |         |
| Klasyfikacja etapu |                     |                   |                       |         |
| Kolarz | Kolarz              | Państwo           | Drużyna               | Czas    |
| 1. | Mads Pedersen       | Dania             | Trek-Segafredo        | 15' 25" |
| 2. | Joshua Tarling      | Wielka Brytania   | Ineos Grenadiers      | + 8"    |
| 3. | Ben Tulett          | Wielka Brytania   | Ineos Grenadiers      | + 10"   |
| 4. | Kévin Vauquelin     | Francja           | Arkéa-Samsic          | + 11"   |
| 5. | Pierre Latour       | Francja           | TotalEnergies         | + 15"   |
| 6. | Magnus Cort Nielsen | Dania             | EF Education-EasyPost | + 20"   |
| 7. | Ben Turner          | Wielka Brytania   | Ineos Grenadiers      | + 20"   |
| 8. | Neilson Powless     | Stany Zjednoczone | EF Education-EasyPost | + 21"   |
| 9. | Mattias Skjelmose   | Dania             | Trek-Segafredo        | + 26"   |
| 10. | Bruno Armirail      | Francja           | Groupama-FDJ          | + 26"   |

## Klasyfikacje

### Klasyfikacja generalna
| \| Klasyfikacja generalna \| Klasyfikacja generalna \| Klasyfikacja generalna \| Klasyfikacja generalna \| Klasyfikacja generalna \| \| Kolarz \| Kolarz \| Państwo \| Drużyna \| Czas \| \| ---------------------- \| ---------------------- \| ---------------------- \| ---------------------- \| ---------------------- \| \| 1. \| Neilson Powless \| Stany Zjednoczone \| EF Education-EasyPost \| 11h 12' 30" \| \| 2. \| Mattias Skjelmose \| Dania \| Trek-Segafredo \| + 1" \| \| 3. \| Pierre Latour \| Francja \| TotalEnergies \| + 12" \| \| 4. \| Kévin Vauquelin \| Francja \| Arkéa-Samsic \| + 1' 12" \| \| 5. \| Pawieł Siwakow \| Francja \| Ineos Grenadiers \| + 1' 27" \| \| 6. \| Thibaut Pinot \| Francja \| Groupama-FDJ \| + 1' 58" \| \| 7. \| Arnaud De Lie \| Belgia \| Lotto Dstny \| + 2' 04" \| \| 8. \| Hugo Houle \| Kanada \| Israel-Premier Tech \| + 2' 27" \| \| 9. \| Anthony Perez \| Francja \| Cofidis \| + 2' 36" \| \| 10. \| Joël Suter \| Szwajcaria \| Tudor Pro Cycling Team \| + 2' 53" \| |                   |                   |                        |             |
| |                   |                   |                        |             |
| Źródło: ProCyclingStats |                   |                   |                        |             |
| Klasyfikacja generalna |                   |                   |                        |             |
| Kolarz | Kolarz            | Państwo           | Drużyna                | Czas        |
| 1. | Neilson Powless   | Stany Zjednoczone | EF Education-EasyPost  | 11h 12' 30" |
| 2. | Mattias Skjelmose | Dania             | Trek-Segafredo         | + 1"        |
| 3. | Pierre Latour     | Francja           | TotalEnergies          | + 12"       |
| 4. | Kévin Vauquelin   | Francja           | Arkéa-Samsic           | + 1' 12"    |
| 5. | Pawieł Siwakow    | Francja           | Ineos Grenadiers       | + 1' 27"    |
| 6. | Thibaut Pinot     | Francja           | Groupama-FDJ           | + 1' 58"    |
| 7. | Arnaud De Lie     | Belgia            | Lotto Dstny            | + 2' 04"    |
| 8. | Hugo Houle        | Kanada            | Israel-Premier Tech    | + 2' 27"    |
| 9. | Anthony Perez     | Francja           | Cofidis                | + 2' 36"    |
| 10. | Joël Suter        | Szwajcaria        | Tudor Pro Cycling Team | + 2' 53"    |

| Klasyfikacja punktowa | Klasyfikacja punktowa | Klasyfikacja punktowa | Klasyfikacja punktowa | Klasyfikacja punktowa |
| Kolarz                | Kolarz                | Państwo               | Drużyna               | Punkty                |
| --------------------- | --------------------- | --------------------- | --------------------- | --------------------- |
| 1.                    | Arnaud De Lie         | Belgia                | Lotto Dstny           | 58 pkt                |
| 2.                    | Mattias Skjelmose     | Dania                 | Trek-Segafredo        | 46 pkt                |
| 3.                    | Mads Pedersen         | Dania                 | Trek-Segafredo        | 45 pkt                |
| 4.                    | Neilson Powless       | Stany Zjednoczone     | EF Education-EasyPost | 38 pkt                |
| 5.                    | Pierre Latour         | Francja               | TotalEnergies         | 38 pkt                |
| 6.                    | Kévin Vauquelin       | Francja               | Arkéa-Samsic          | 31 pkt                |
| 7.                    | Samuel Watson         | Wielka Brytania       | Groupama-FDJ          | 21 pkt                |
| 8.                    | Valentin Ferron       | Francja               | TotalEnergies         | 20 pkt                |
| 9.                    | Ben Tulett            | Wielka Brytania       | Ineos Grenadiers      | 20 pkt                |
| 10.                   | Joshua Tarling        | Wielka Brytania       | Ineos Grenadiers      | 20 pkt                |

| Klasyfikacja punktowa | Klasyfikacja punktowa | Klasyfikacja punktowa | Klasyfikacja punktowa | Klasyfikacja punktowa |
| Kolarz                | Kolarz                | Państwo               | Drużyna               | Punkty                |
| --------------------- | --------------------- | --------------------- | --------------------- | --------------------- |
| 1.                    | Arnaud De Lie         | Belgia                | Lotto Dstny           | 58 pkt                |
| 2.                    | Mattias Skjelmose     | Dania                 | Trek-Segafredo        | 46 pkt                |
| 3.                    | Mads Pedersen         | Dania                 | Trek-Segafredo        | 45 pkt                |
| 4.                    | Neilson Powless       | Stany Zjednoczone     | EF Education-EasyPost | 38 pkt                |
| 5.                    | Pierre Latour         | Francja               | TotalEnergies         | 38 pkt                |
| 6.                    | Kévin Vauquelin       | Francja               | Arkéa-Samsic          | 31 pkt                |
| 7.                    | Samuel Watson         | Wielka Brytania       | Groupama-FDJ          | 21 pkt                |
| 8.                    | Valentin Ferron       | Francja               | TotalEnergies         | 20 pkt                |
| 9.                    | Ben Tulett            | Wielka Brytania       | Ineos Grenadiers      | 20 pkt                |
| 10.                   | Joshua Tarling        | Wielka Brytania       | Ineos Grenadiers      | 20 pkt                |

| Klasyfikacja górska | Klasyfikacja górska | Klasyfikacja górska | Klasyfikacja górska        | Klasyfikacja górska |
| Kolarz              | Kolarz              | Państwo             | Drużyna                    | Punkty              |
| ------------------- | ------------------- | ------------------- | -------------------------- | ------------------- |
| 1.                  | Vito Braet          | Belgia              | Team Flanders-Baloise      | 34 pkt              |
| 2.                  | Neilson Powless     | Stany Zjednoczone   | EF Education-EasyPost      | 26 pkt              |
| 3.                  | Mattias Skjelmose   | Dania               | Trek-Segafredo             | 23 pkt              |
| 4.                  | Dries De Bondt      | Belgia              | Alpecin-Deceuninck         | 18 pkt              |
| 5.                  | Kévin Vauquelin     | Francja             | Arkéa-Samsic               | 16 pkt              |
| 6.                  | Thomas Champion     | Francja             | Cofidis                    | 14 pkt              |
| 7.                  | Ben Turner          | Wielka Brytania     | Ineos Grenadiers           | 14 pkt              |
| 8.                  | Mads Pedersen       | Dania               | Trek-Segafredo             | 13 pkt              |
| 9.                  | Andrea Mifsud       | Malta               | Nice Métropole Côte d'Azur | 12 pkt              |
| 10.                 | Ben Tulett          | Wielka Brytania     | Ineos Grenadiers           | 10 pkt              |

| Klasyfikacja górska | Klasyfikacja górska | Klasyfikacja górska | Klasyfikacja górska        | Klasyfikacja górska |
| Kolarz              | Kolarz              | Państwo             | Drużyna                    | Punkty              |
| ------------------- | ------------------- | ------------------- | -------------------------- | ------------------- |
| 1.                  | Vito Braet          | Belgia              | Team Flanders-Baloise      | 34 pkt              |
| 2.                  | Neilson Powless     | Stany Zjednoczone   | EF Education-EasyPost      | 26 pkt              |
| 3.                  | Mattias Skjelmose   | Dania               | Trek-Segafredo             | 23 pkt              |
| 4.                  | Dries De Bondt      | Belgia              | Alpecin-Deceuninck         | 18 pkt              |
| 5.                  | Kévin Vauquelin     | Francja             | Arkéa-Samsic               | 16 pkt              |
| 6.                  | Thomas Champion     | Francja             | Cofidis                    | 14 pkt              |
| 7.                  | Ben Turner          | Wielka Brytania     | Ineos Grenadiers           | 14 pkt              |
| 8.                  | Mads Pedersen       | Dania               | Trek-Segafredo             | 13 pkt              |
| 9.                  | Andrea Mifsud       | Malta               | Nice Métropole Côte d'Azur | 12 pkt              |
| 10.                 | Ben Tulett          | Wielka Brytania     | Ineos Grenadiers           | 10 pkt              |

| Klasyfikacja młodzieżowa | Klasyfikacja młodzieżowa | Klasyfikacja młodzieżowa | Klasyfikacja młodzieżowa            | Klasyfikacja młodzieżowa |
| Kolarz                   | Kolarz                   | Państwo                  | Drużyna                             | Czas                     |
| ------------------------ | ------------------------ | ------------------------ | ----------------------------------- | ------------------------ |
| 1.                       | Mattias Skjelmose        | Dania                    | Trek-Segafredo                      | 11h 12' 31"              |
| 2.                       | Kévin Vauquelin          | Francja                  | Arkéa-Samsic                        | + 1' 11"                 |
| 3.                       | Arnaud De Lie            | Belgia                   | Lotto Dstny                         | + 2' 03"                 |
| 4.                       | Pau Miquel               | Hiszpania                | Equipo Kern Pharma                  | + 3' 07"                 |
| 5.                       | Axel Laurance            | Francja                  | Alpecin-Deceuninck Development Team | + 3' 58"                 |
| 6.                       | Raúl García Pierna       | Hiszpania                | Equipo Kern Pharma                  | + 4' 09"                 |
| 7.                       | Jenno Berckmoes          | Belgia                   | Team Flanders-Baloise               | + 5' 32"                 |
| 8.                       | Louis Barré              | Francja                  | Arkéa-Samsic                        | + 8' 31"                 |
| 9.                       | Petr Kelemen             | Czechy                   | Tudor Pro Cycling Team              | + 10' 13"                |
| 10.                      | Luca Van Boven           | Belgia                   | Bingoal WB                          | + 12' 22"                |

| Klasyfikacja młodzieżowa | Klasyfikacja młodzieżowa | Klasyfikacja młodzieżowa | Klasyfikacja młodzieżowa            | Klasyfikacja młodzieżowa |
| Kolarz                   | Kolarz                   | Państwo                  | Drużyna                             | Czas                     |
| ------------------------ | ------------------------ | ------------------------ | ----------------------------------- | ------------------------ |
| 1.                       | Mattias Skjelmose        | Dania                    | Trek-Segafredo                      | 11h 12' 31"              |
| 2.                       | Kévin Vauquelin          | Francja                  | Arkéa-Samsic                        | + 1' 11"                 |
| 3.                       | Arnaud De Lie            | Belgia                   | Lotto Dstny                         | + 2' 03"                 |
| 4.                       | Pau Miquel               | Hiszpania                | Equipo Kern Pharma                  | + 3' 07"                 |
| 5.                       | Axel Laurance            | Francja                  | Alpecin-Deceuninck Development Team | + 3' 58"                 |
| 6.                       | Raúl García Pierna       | Hiszpania                | Equipo Kern Pharma                  | + 4' 09"                 |
| 7.                       | Jenno Berckmoes          | Belgia                   | Team Flanders-Baloise               | + 5' 32"                 |
| 8.                       | Louis Barré              | Francja                  | Arkéa-Samsic                        | + 8' 31"                 |
| 9.                       | Petr Kelemen             | Czechy                   | Tudor Pro Cycling Team              | + 10' 13"                |
| 10.                      | Luca Van Boven           | Belgia                   | Bingoal WB                          | + 12' 22"                |

| Klasyfikacja drużynowa | Klasyfikacja drużynowa | Klasyfikacja drużynowa | Klasyfikacja drużynowa |
| Drużyna                | Drużyna                | Państwo                | Czas                   |
| ---------------------- | ---------------------- | ---------------------- | ---------------------- |
| 1.                     | TotalEnergies          | Francja                | 33h 44' 32"            |
| 2.                     | Israel-Premier Tech    | Izrael                 | + 1' 37"               |
| 3.                     | Cofidis                | Francja                | + 5' 33"               |
| 4.                     | AG2R Citroën Team      | Francja                | + 7' 07"               |
| 5.                     | Tudor Pro Cycling Team | Szwajcaria             | + 7' 43"               |

| Klasyfikacja drużynowa | Klasyfikacja drużynowa | Klasyfikacja drużynowa | Klasyfikacja drużynowa |
| Drużyna                | Drużyna                | Państwo                | Czas                   |
| ---------------------- | ---------------------- | ---------------------- | ---------------------- |
| 1.                     | TotalEnergies          | Francja                | 33h 44' 32"            |
| 2.                     | Israel-Premier Tech    | Izrael                 | + 1' 37"               |
| 3.                     | Cofidis                | Francja                | + 5' 33"               |
| 4.                     | AG2R Citroën Team      | Francja                | + 7' 07"               |
| 5.                     | Tudor Pro Cycling Team | Szwajcaria             | + 7' 43"               |

### Liderzy klasyfikacji
| Etap   |                            | Pierwsze miejsce _   | Klasyfikacja generalna | Punktowa      | Górska         | Młodzieżowa       | Drużynowa             |
| ------ | -------------------------- | -------------------- | ---------------------- | ------------- | -------------- | ----------------- | --------------------- |
| 1      | płaski                     | Arnaud De Lie        | Arnaud De Lie          | Arnaud De Lie | Ayco Bastiaens | Arnaud De Lie     | EF Education-EasyPost |
| 2      | pagórkowaty                | etap zneutralizowany | Arnaud De Lie          | Arnaud De Lie | Vito Braet     | Arnaud De Lie     | EF Education-EasyPost |
| 3      | pagórkowaty                | Arnaud De Lie        | Arnaud De Lie          | Arnaud De Lie | Vito Braet     | Arnaud De Lie     | Israel-Premier Tech   |
| 4      | pagórkowaty                | Mattias Skjelmose    | Mattias Skjelmose      | Arnaud De Lie | Vito Braet     | Mattias Skjelmose | TotalEnergies         |
| 5      | jazda indywidualna na czas | Mads Pedersen        | Neilson Powless        | Arnaud De Lie | Vito Braet     | Mattias Skjelmose | TotalEnergies         |
| Koniec | Koniec                     |                      | Neilson Powless        | Arnaud De Lie | Vito Braet     | Mattias Skjelmose | TotalEnergies         |